# Mason Ruffner
Mason Ruffner (ur. 29 listopada 1954 w Fort Worth) – amerykański wokalista, gitarzysta i autor tekstów tworzący w nurcie bluesa i blues rocka.

## Życiorys
Mason Ruffner urodził się w Fort Worth w stanie Teksas w ortodoksyjnej rodzinie wyznania protestanckiego. Muzyką i grą na gitarze zainteresował się w wieku 14 lat, kiedy po raz pierwszy usłyszał Jimmy'ego Reeda występującego na żywo w lokalnym klubie Skyliner Club. W wieku 17 lat przeniósł się południowej Kalifornii, gdzie zaznał życia zupełnie odmiennego od tego, co wpajano mu w dzieciństwie: kobiety, alkohol, narkotyki oraz muzyka. Porzucił jednak taki styl życia i powrócił do rodzinnego Teksasu, gdzie inspirowany takimi muzykami, jak Jimi Hendrix, czy Bob Dylan zaczął tworzyć własne utwory w nurcie bluesa. Inspirował się też poetami: Rimbaud, Baudelaire i Lautreamont, a także malarzami takimi, jak Vincent van Gogh i Paul Gauguin.
W 1977 roku Mason Ruffner przeniósł się Nowego Orleanu, gdzie w Club 544 grał z takimi muzykami, jak Memphis Slim, czy John Lee Hooker. W czasie jednego z klubowych występów został dostrzeżony przez wysłanników CBS Records, co zaowocowało profesjonalnym kontraktem z wytwórnią płytową.
Mason Ruffner rozpoczął karierę muzyczną od wydania albumu pod tytułem Mason Ruffner w 1985 roku. Grał w tym czasie jako support przed koncertami Jimmy'ego Page'a i zespołu The Firm. Przełomem w jego karierze było wydanie albumu Gypsy Blood w 1987 roku, zawierającego takie przeboje jak: tytułowy Gypsy Blood, Dancin' on Top of the World, czy Distant Thunder. Zdobyty dzięki płycie rozgłos pozwolił na wspólne występy na scenie z takimi muzykami i grupami jak: Crosby, Stills and Nash, U2, Ringo Starr, czy Dave Edmunds. Mason Ruffner brał także udział w projekcie Live at the War Memorial.
Mason Ruffner jest też cenionym muzykiem sesyjnym. Współuczestniczył w nagraniu albumu Oh Mercy Boba Dylana i płyty Daniela Lanoisa, Acadie. Współtworzył także utwór Angel Love dla Carlosa Santany, z którym też wielokrotnie koncertował.
Teledysk do utworu Dancin' on Top of the World z płyty Gypsy Blood został nagrany na dachu nieistniejącej już południowej wieży World Trade Center (WTC 2) w Nowym Jorku.

## Sukcesy
Największy sukces odniosła druga płyta Masona Ruffnera, wydana w 1987 roku, Gypsy Blood. Album dotarł w tymże roku do 80. miejsca na liście The Billboard 200, natomiast tytułowy singiel osiągnął 11-te miejsce na liście pisma Billboard w kategorii Mainstream Rock. Utwór Gypsy Blood został także użyty w ścieżce dźwiękowej filmu Stalowe magnolie i sprzedał się jako singiel w ponad 250 000 egzemplarzy.

## Dyskografia
- 1985 Mason Ruffner
- 1987 Gypsy Blood
- 1997 Evolution
- 1999 You Can't Win
- 2007 Mason Ruffner Live
- 2008 So Far
- 2015 Aerial